# Agence Signatures
Pour les articles homonymes, voir Signature (homonymie).
Signatures est une agence de photographes française créée en 2007.

## Historique
L'agence Signatures est fondée en 2007 par Frédérique Founès et Marie Karsenty,,. Elles occupaient alors respectivement les rôles de collaboratrice et cofondatrice de l’Agence Editing qui a fermé ses portes au printemps de la même année suite à l'avénement du numérique.
Frédérique Founès et Marie Karsenty posent les jalons de cette nouvelle agence en mai 2007 pour répondre à une sollicitation de Claude Blanchemaison, secrétaire général de la présidence française du Conseil de l'Union européenne qui leur confie une commande photographique sur les 25 pays membres. Ce sont dix photographes, anciens collaborateurs de l'agence Editing, qui sont chargés de cartographier l'Europe à travers ses axes routiers et ses voies maritimes. Ce projet, « Europe échelle 25 », a été exposé à la Cité internationale des arts dans le cadre des manifestations culturelles organisées par la Présidence et du Mois européen de la photo en octobre 2008,,,.
2008 est l'année de la structuration de Signatures en tant qu'agence de photographes. C'est avec l'appui de quarante auteurs, anciens membres des agences Editing et de l'agence Métis, que sont définies les grandes lignes de l'activité et les besoins de la structure.
La structure prend alors pour bannière le terme de « Signatures, maison de photographes », pour souligner une proximité avec ses auteurs engagés à participer aux grandes décisions de l'agence. La diffusion d’archives à destination de la presse, de l'édition et de la communication démarre sur les plateformes telles que Propixo et Pixpalace. S’établit ensuite l’activité hors diffusion réunissant les recherches et suivi de commandes, l’accompagnement et montage de projets, l’organisation d’expositions et la participation à des festivals.
Au fil des années, la ligne éditoriale de Signatures, centrée sur le reportage, s'oriente vers la photographie documentaire. Les photographes documentent la société contemporaine pour comprendre et raconter le monde qui se construit sous nos yeux.
Pour les cinq ans de l'agence en 2014 est organisée l'exposition « Œil pour œil », une rétrospective réunissant le travail de huit photographes auteurs à l'hôtel de Sauroy dans le Marais, à Paris,,.
En mars 2017, le siège déménage de son bureau aux Halles dans le cœur de Paris à une galerie située dans le 11e arrondissement de la capitale. L'agence y organise régulièrement des expositions et des lancements d'ouvrages.
La rétrospective des 10 ans de Signatures "Dix sur Dix" a lieu à la villa Tamaris, La Seyne-sur-Mer, dans le cadre du festival L'Œil en scène 2017, un catalogue est édité à l’occasion de cette exposition,,. Cette rétrospective est également présentée à Paris,,.
En 2018, Marie Karsenty confie la direction de l'agence à Frédérique Founès puis sa gérance en 2021, Dorothée Vappereau, collaboratrice de Signatures depuis 2013, intègre le capital en 2022. 2018 marque un recentrage de l'équipe autour de trente-neuf photographes.
La même année, la réalisatrice Anaïck Bourhis tourne Révélateurs, une série documentaire produite par Sancho et compagnie sur 5 agences et un collectif. Composée de six films de 26 minutes, la série consacrée aux agence France Presse, Hémis, Roger Violet, Vu, Signatures et au collectif Tendance Floue est diffusé sur France 3 en 2019,.
En 2019, l’agence Signatures est cofondatrice de l'association du Comité de liaison et d'action pour la photographie (CLAP) qui défend le droit d'auteur des photographes auprès des utilisateurs d'images et du ministère de la Culture,.
En 2021, la ministre de la culture, Roselyne Bachelot-Naquin missionne la conseillère d’État, Laurence Franceschini pour établir un rapport rétrospectif sur le financement de la production et de la diffusion d'œuvres photographiques en France. Signatures compte parmi les structures auditionnées pour cet audit spécifique. Le rapport est publié en mars 2022,,,.